# Johan van Rooijen
Johan van Rooijen (* 1. September 1971) ist ein niederländischer Herpetologe und Statistikforscher. Sein Forschungsinteresse gilt den Schlangen.

## Leben
Van Rooijen studierte ab 1993 Biologie an der Universität Utrecht, wo er 1997 seinen Masterabschluss erlangte. Seit 1998 ist er als Statistikforscher beim Centraal Bureau voor de Statistiek (CBS) in Den Haag tätig, wo er sich mit sozialstatistischen Daten befasst. Von 2008 bis 2013 studierte er Projektmanagement, Mathematik und Rechnernetze an der Open Universiteit Nederland in Heerlen.
Seit Januar 2008 ist er wissenschaftlicher Mitarbeiter in der Abteilung für terrestrische Zoologie am Naturalis Biodiversity Center in Leiden, wo seine Forschungsschwerpunkte die Taxonomie und die Artenvielfalt der Schlangengattungen Dendrelaphis und Oligodon sind.
Van Rooijen gehört zu den Erstbeschreibern der Arten Dendrelaphis ashoki Vogel & Van Rooijen, 2011, Dendrelaphis girii Vogel & Van Rooijen, 2011, Dendrelaphis grismeri Vogel & Van Rooijen, 2008, Dendrelaphis haasi Van Rooijen & Vogel, 2008, Dendrelaphis kopsteini Vogel & Van Rooijen, 2007, Dendrelaphis levitoni Van Rooijen & Vogel, 2012, Dendrelaphis marenae Vogel & Van Rooijen, 2008, Dendrelaphis nigroserratus Vogel, Van Rooijen & Hauser, 2012, Dendrelaphis underwoodi Van Rooijen & Vogel, 2008, Dendrelaphis walli Vogel & Van Rooijen, 2011, Oligodon deuvei David, Vogel & Van Rooijen, 2008, Oligodon moricei David, Vogel & Van Rooijen, 2008  sowie Oligodon pseudotaeniatus David, Vogel & Van Rooijen, 2008.

## Schriften
- mit Dirk Scheele, Ruben van Gaalen: Werk en inkomsten na massaontslag de zekerheid is niet van de baan Wetenschappelijke Raad voor het Regeringsbeleid, Centraal Bureau voor de Statistiek, Amsterdam University Press, Den Haag, Amsterdam, 2008, ISBN 978-90-8964-044-4